# ジンククロメート
ジンククロメート（Zinc Chromate）は、亜鉛とクロム酸イオンを主成分とする化合物のこと。

## 概要
クロム酸亜鉛、塩基性クロム酸亜鉛カリウム、四塩基性クロム酸亜鉛などがある。
日本語のカタカナ表記では、ジンククロメイト・ジンクロメイトと表記されることもある。また、略称であるジンクロの呼称も用いられることがある。
工業製品の防錆塗料として使用されており、航空機の下地塗料としては一般的である。

## 各種
ジンククロメート (Zinc Chromate)と呼ばれる化合物には下記のものがある。

### クロム酸亜鉛

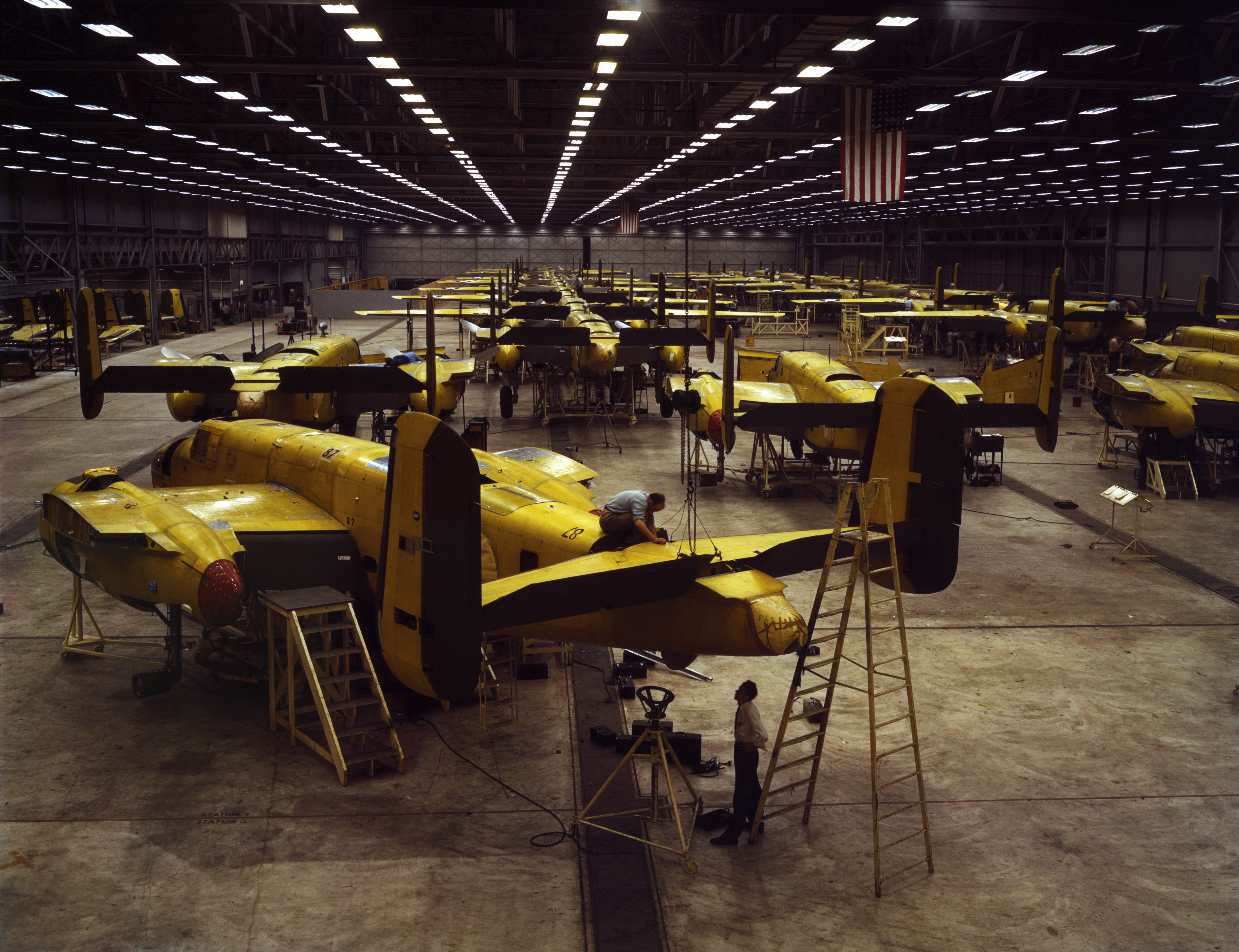
クロム酸亜鉛で下地処理されたB-25

クロム酸亜鉛（クロムさんあえん、{\displaystyle {\ce {ZnCrO4}}}）は黄色顔料として使用される。化学組成は{\displaystyle {\ce {H2(CrO4)Zn}}}であり、クロム酸亜鉛そのものを用いる。
Colour Index Generic Nameは、Pigment Yellow 36である。亜鉛黄、ジンクイエロー(Zinc Yellow)とも呼ばれる。CAS登録番号は [13530-65-9]。
黄色顔料のなかでは黄鉛（クロムイエロー）と並んで生産量が多く、日本工業規格（JIS）では黄鉛とともに統一規格の対象として規定している12品目の顔料の1つとなっている。単独で、或いは白色顔料と混合されてレモンイエローの名称で絵具化されたり、青色顔料と混合して緑色の絵具とすることがある。ただし、六価クロムを含んでいるため毒性が強く、近年はあまり使われない。なお、{\displaystyle {\ce {H2(CrO4)Zn}}} 自体は黄色の結晶性粉末である。
錆止め塗料の他に絵具として使用されるが、化学組成が異なる。

### 塩基性クロム酸亜鉛カリウム
塩基性クロム酸亜鉛カリウム（えんきせいクロムさんあえんカリウム)、は {\displaystyle {\ce {K2CrO4.ZnCrO4.ZnO}}} あるいは {\displaystyle {\ce {K2O.4ZnO.4CrO3.3H2O}}} の組成を持つ、淡黄色の粉末である。亜鉛黄1種、ZPC(Zinc Potassium Chromate)とも呼ばれる。CAS登録番号は [37224-57-0]。
クロム酸イオンによって金属面を不動態化し、鉄イオンを溶出できない状態にするものである。溶解度を大きくし即効性を狙ったものであるため、配合する塗膜形成成分は耐水性合成樹脂が用いられる。

### 四塩基性クロム酸亜鉛
四塩基性クロム酸亜鉛（しえんきせいクロムさんあえん）は {\displaystyle {\ce {ZnCrO4.4ZnO.4H2O}}} あるいは {\displaystyle {\ce {ZnCrO4.4Zn(OH)2}}} の組成を持つ、淡い橙の粉末である。亜鉛黄2種、ZTO(Zinc Tetroxy Chromate) とも呼ばれる。CAS登録番号は [12182-77-3]。
クロム酸イオンによって金属面を不動態化し、鉄イオンを溶出できない状態にするものである。亜鉛イオンによる金属石鹸生成、可溶分を小さくすることを目的とするので、一般のボイル油を塗膜形成成分に使用することが可能である。

## その他

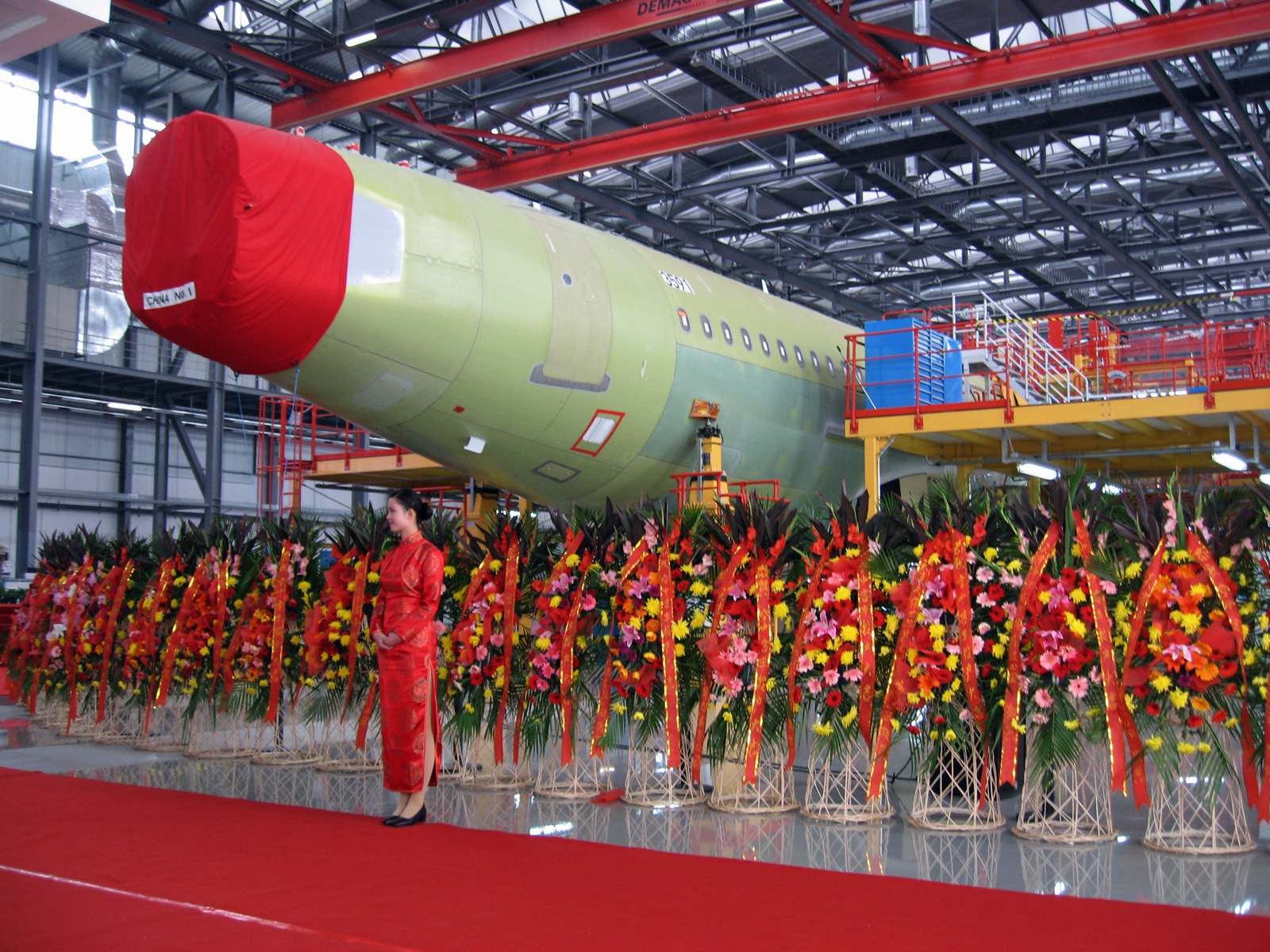
ジンククロメートを塗装した組み立て中のエアバスA320

航空機メーカーでは飛行可能状態まで組み立てた後、飛行特性や搭載機材のチェックを行うテスト飛行を「グリーンフライト（Green Flight）と呼ぶが、これは機体をリン酸クロメートによるアロジン処理した上から錆止めとしてジンククロメート（緑系が多い）を塗装しただけの状態で飛行させることから、このように俗称される。
ジンククロメートの上に直接塗装できるように樹脂などを配合しプライマーとしても機能する「ジンククロメートプライマー」が販売されている。
模型用塗料には“ジンククロメート”の色名（商品名）のついたものがあるが、これらは航空機の防錆塗料の色味（塗装されない降着装置の格納部など）を表現する際に使われるもので、実際の防錆能力はなく、防錆を目的として塗布することには全く適さない。「ジンクロ」「ジンクロメイト」の商品名がつけられているものもあり、色味をのみ再現したもので実際の防錆能力はないことは同様である。